# لويز بوينو
لويز بوينو (بالبرتغالية: Luiz Pereira Bueno‏) هو سائق فورمولا 1 ومهندس برازيلي، ولد في 16 يناير 1937 في ساو باولو في البرازيل، وتوفي في 8 فبراير 2011 في أتيبايا في البرازيل بسبب سرطان الرئة.